# 루카 지단
루카 지네딘 지단 페르난데스(프랑스어: Luca Zinedine Zidane Fernández, 프랑스어 발음: [luka zidan]; 1998년 5월 13일~)는 세군다 디비시온의 SD 에이바르에서 뛰고 있는 프랑스의 축구 선수로, 포지션은 골키퍼이다.
프랑스의 전(前) 축구 선수이자 축구 감독 지네딘 지단의 둘째 아들이자 엔초 지단의 동생이다.

## 클럽 경력
루카는 2004년에 레알 마드리드 유소년 아카데미에 입단하여 골키퍼로 활약하고 있다. 그는 아카데미에서부터 차근차근 성장해 결국 카스티야 리저브 팀에 합류했다.
루카는 2019년 7월 8일 라싱 산탄데르로 2019-20 시즌 동안 임대를 떠났다. 2020년 10월 5일, 루카는 라요 바예카노에 합류했다. 2022년 9월 1일, 자유 계약 선수 신분이었던 루카는 2부 리그 에이바르와 2년 계약을 체결했다. 다음 해 3월 22일, 그는 2026년까지 구단과 재계약을 맺었다.
2024년 7월 5일, 지단은 그라나다와 3년 계약을 체결했다. 최근 2부 리그로 강등된 팀이다.

## 국가대표 경력
루카는 프랑스 유소년 국가대표팀에서 활약했다. 그는 프랑스 U17 팀의 일원으로 2015 UEFA 유럽 U-17 챔피언십 우승과 2015 FIFA U-17 월드컵에 참가했다.
그는 2018년 3월 23일 프랑스 U20 팀에서 한 차례 출전하였으며, 스페인에서 열린 미국과의 친선 경기에서 0-1로 패했다.